# Ripostiglio di Giarratana
Le numerose e cospicue testimonianze archeologiche attorno alla città di Giarratana risalgono al neolitico, come dimostrano l'ipogeo di Calaforno e le tracce di insediamenti dell'età del rame, come il sito di Scalona.
In Contrada Donna Scala è stato riscontrato da Paolo Orsi, nel 1892, un ripostiglio risalente alla prima età del ferro che fu probabilmente richiuso in epoca arcaica (forse VII secolo a.C.), per la presenza di un frammento di vaso greco. 
Il materiale, del peso complessivo di circa 200 kg, comprende lingotti di bronzo informi, cuspidi, lance, fibule, lame di coltello, asce e altri oggetti.
Nel 1897 Orsi riscontra, sempre in contrada Donna Scala circa venti tombe del periodo del bronzo antico e medio; tale necropoli fu riutilizzata in epoca greca e romana, come testimoniano delle coppe greco-arcaiche in una tomba, e vari oggetti rinvenuti nella stessa area.
Negli anni 70 la ricerca archeologica riprende e viene ritrovata un'area funeraria greco-romana, nel 1980, in Contrada Fontana Uccello, a nord di Calaforno.

## Identificazione del sito
Sulla base degli studi è lecito presupporre che il luogo fu frequentato dall'età del rame sino ad epoca alto-medievale. Si ipotizza infatti la presenza di una stazione campignana per la lavorazione della selce e della pietra lavica (proveniente dal Monte Lauro). Successivamente i Sicani e i Siculi si insediarono nella zona; l'ipogeo di Calaforno fu riutilizzato nell'età del bronzo antico e medio, e nella fase del bronzo finale (facies di Cassibile).
La presenza dell'importante ripostiglio, di piccole necropoli e di ville romane (come la Villa Imperiale Orto Mosaico, o la villa rustica in Contrada Margi) sembrerebbe confermare, in età greca e romana, la presenza di un'importante stazione lungo la via Selinuntina, che da Akrai raggiungeva il fiume Irminio e probabilmente anche Ragusa (identificata con Hybla Heraia).